# Лінґу
32°03′27″ пн. ш. 118°51′46″ сх. д. / 32.05750° пн. ш. 118.86278° сх. д.

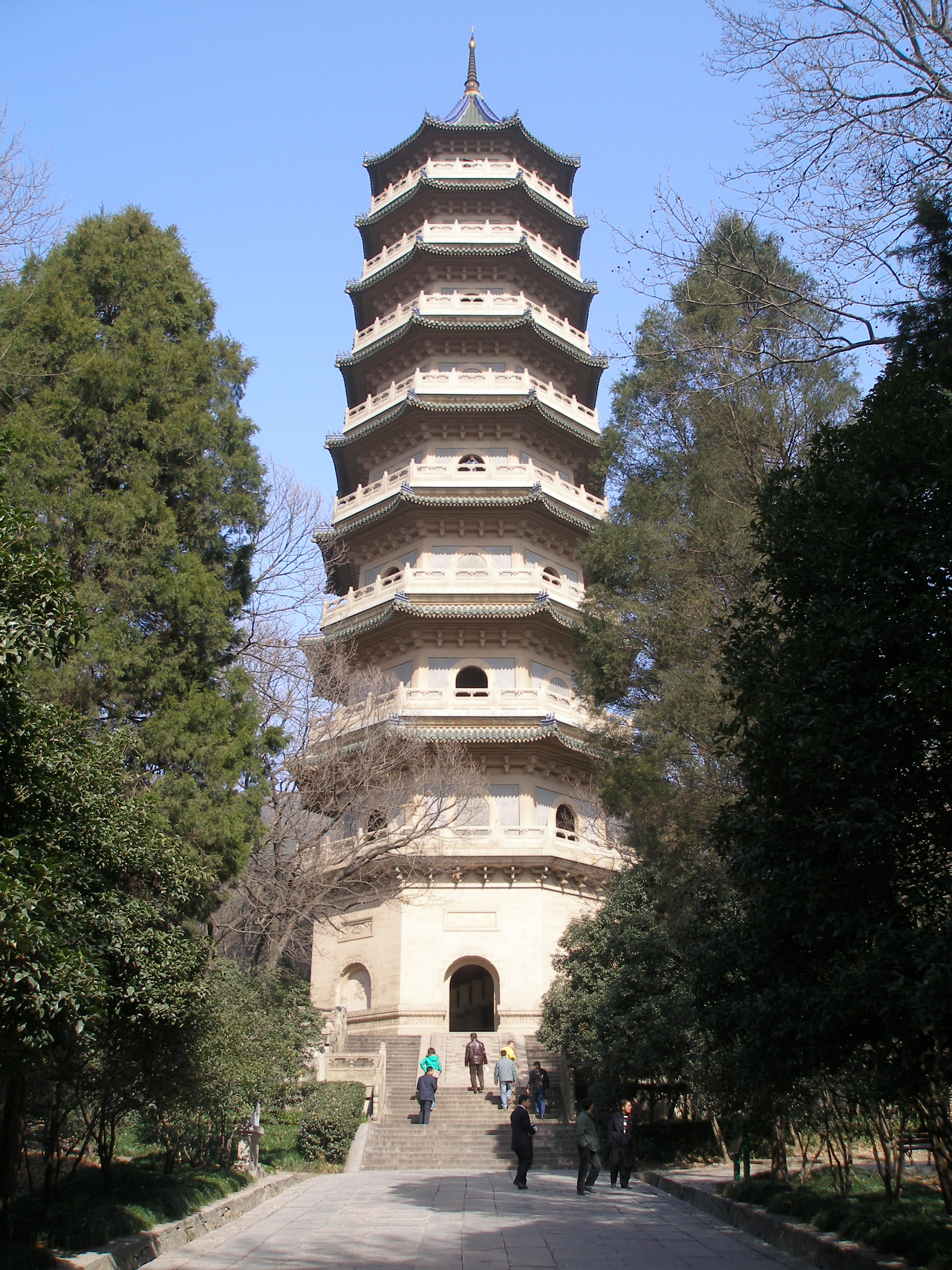
Пагода Лінгу

Храм Лінґу (кит. спр. 灵谷寺, піньїнь: Línggŭ Sì, акад. Лінґу-си, букв. «Храм Долини духів») - буддійський храм в Нанкіні, на південному схилі гори Цзицзінь (紫金, Гора Пурпурного Золота).

## Історія
Спочатку храм (що називався тоді Кайшань-си, 开善 寺) був побудований близько 515 року, при імператорі У-ді династії Лян, на пагорбі Дулунфу (Холм Одинокого Дракона), знаходився за 2 кілометри на захід від сучасного розташування храму. В Танську епоху (618-906) храм був перейменований в Баоґун Шеньюань (宝公 神院), в сунську і юанську (10-14 ст.) він був відомий як Тайпінсінґо-си (太平 兴国寺). Після повалення монгольського ярма і встановлення мінської династії (1368) храм отримав назву Цзяншань-си (蒋山 寺).

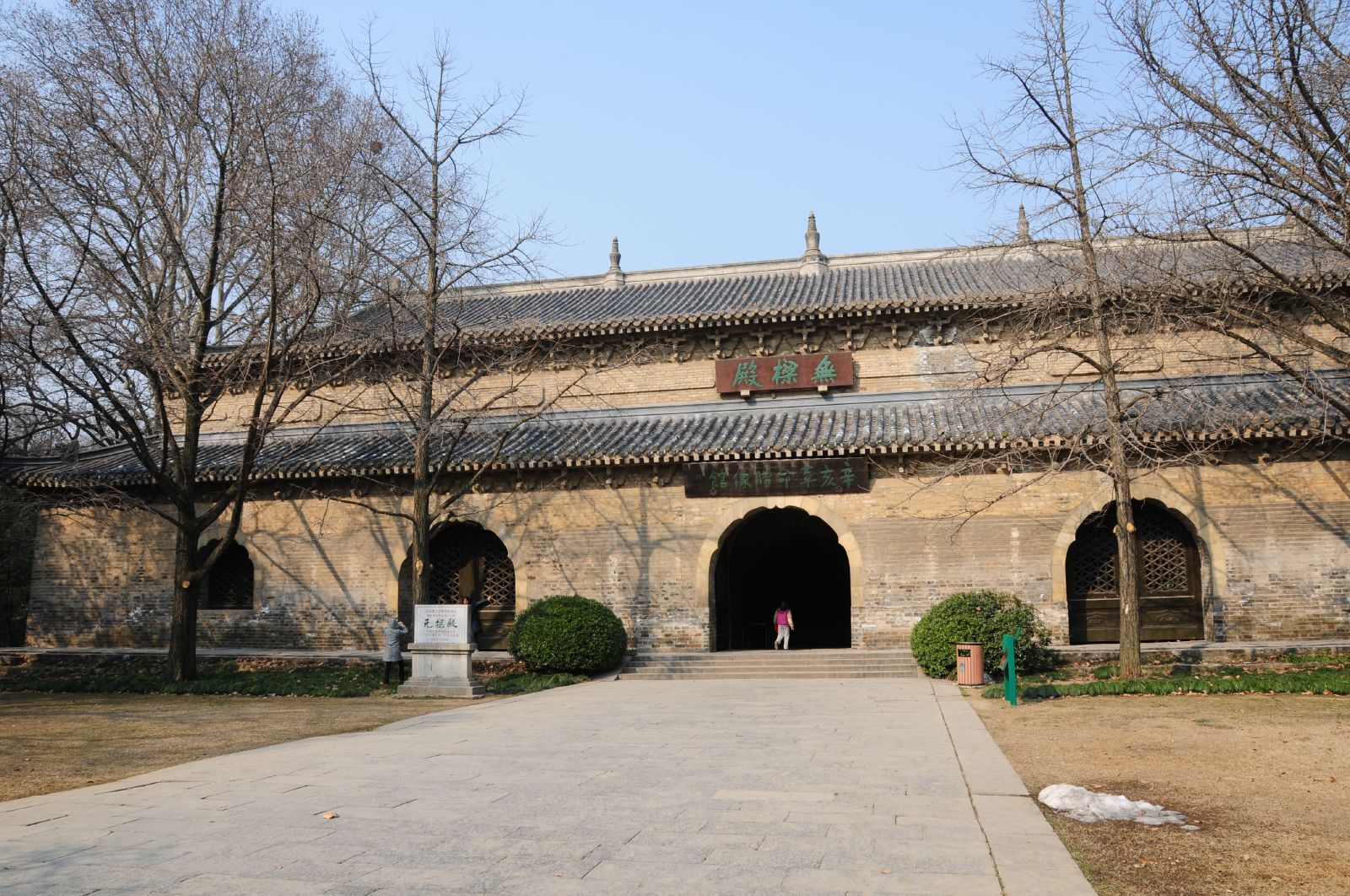
Улян Дянь («Палата без крокв»)

У ньому містилися священні останки ченця Сюаньцзана.
У 1376 р, при першому імператорі династії Мін Чжу Юаньчжані храм був переведений на нинішнє місце, щоб звільнити фронт робіт для будівництва імператорського мавзолею Сяолін (розпочатого в 1381 р). Тоді ж храм отримав і його сучасну назву.
Більшість споруд храму були зруйновані під час тайпінської війни в середині XIX століття; від мінського періоду зберігся лише зал Улян-дянь (无梁 殿) - знаменита «Палата без крокв», названа так тому що вона побудована без дерев'яних матеріалів, і її дах, на відміну від більшості традиційних китайських будівель, не підтримують дерев'яні крокви. У 1867 р була побудована Палата драконового бога (Луншень-дянь, 龙 神殿).

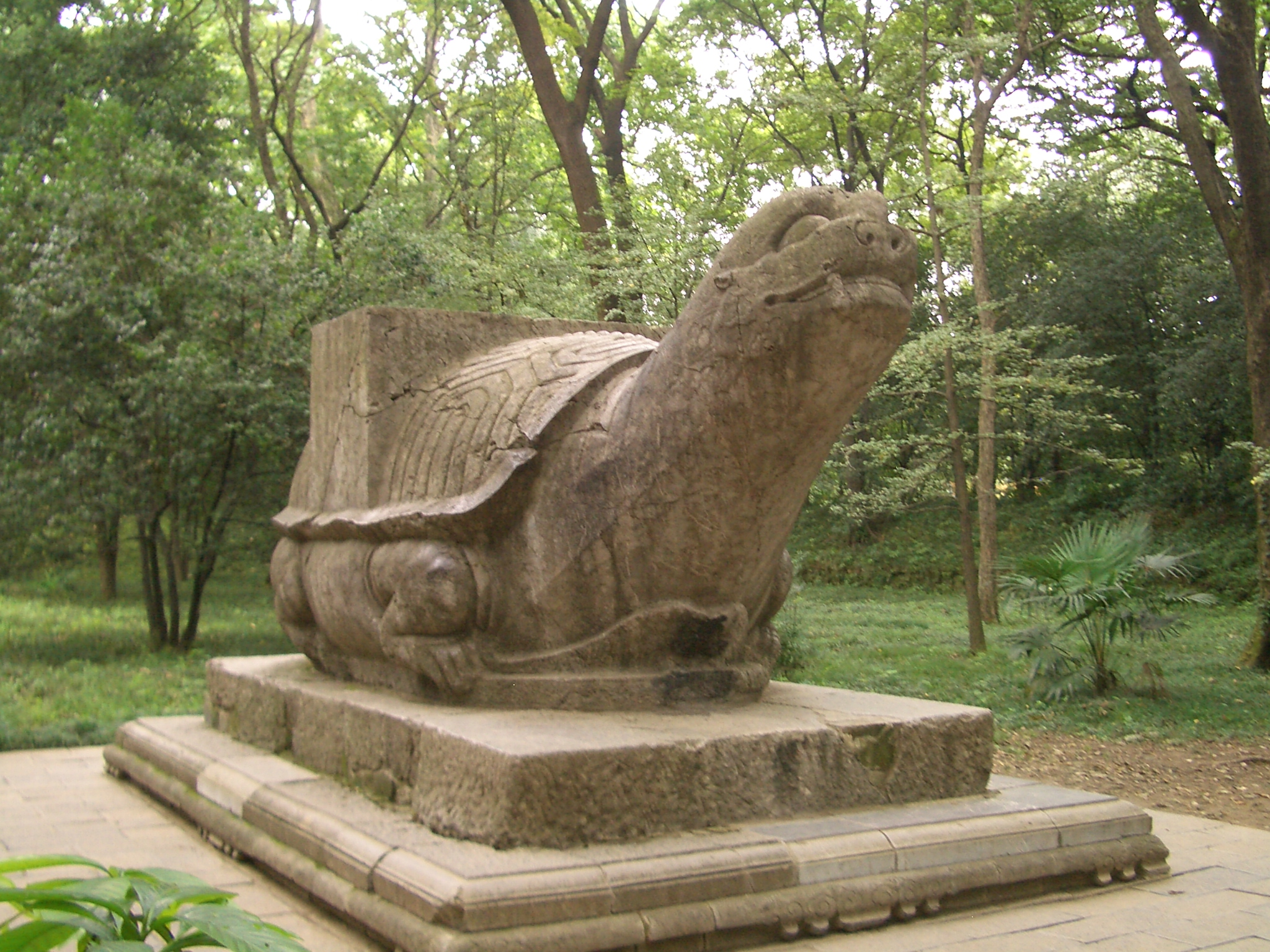
Черепаха - бісі Мінської династії, яка втратила свою стелу, в лісі неподалік від храму

У 1929 році поряд з храмом була побудована залізобетонна пагода Лінг 60,5 м заввишки в пам'ять про воїнів, загиблих в Північному поході.
В декількох сотнях метрів на захід від храму знаходиться Мавзолей Сунь Ятсена, найбільша ритуальна споруда республіканського періоду (до 1949).